# Степова (зупинний пункт, Придніпровська залізниця)
Степова — пасажирський залізничний зупинний пункт Запорізької дирекції Придніпровської залізниці на електрифікованій лінії Синельникове I — Запоріжжя I між станцією Славгород-Південний (7 км) та зупинним пунктом Солоне (2 км). Розташований на межі Запорізького району Запорізької області та Синельниківського району Дніпропетровської області, неподалік від села Польове Синельниківського району.

## Історія
13 липня 2023 року зупинний пункт Платформа 1061 км перейменований в Степову.

## Пасажирське сполучення
На зупинному пункті Степова зупиняються приміські електропоїзди сполученням Запоріжжя —  Синельникове I / Дніпро.